# Emre Altuğ
Niyazi Emre Altuğ, meglio conosciuto come Emre Altuğ (Istanbul, 14 aprile 1969), è un cantante, attore, compositore e conduttore televisivo turco.

## Biografia
Da giovanissimo attira l'attenzione del conservatorio locale, che insiste con la sua famiglia affinché prosegua gli studi di canto, che prenderà per 20 anni. Negli anni novanta ha fatto da corista per diversi artisti quali Sertab Erener e Levent Yüksel.

## Discografia

### Album
- 1998-İbret-i Alem[2]
- 2003 -Sıcak,
- 2004-Dudak Dudağa,
- 2005- Sensiz Olmuyor,
- 2007-Kişiye Özel,
- 2010-Emre Altuğ'dan,
- 2011-Zil,
- 2013-Hangimiz Tertemiz,
- 2016-Çıta

### Singoli
- 1998 - İbret-i Alem
- 1999 - Şaşkın (con Sertab Erener)
- 2000-Bir de Bana Sor
- 2006-Erkekler de Yanar
- 2006-Ağlayamıyorum
- 2007-Haydi Gel Benimle Ol
- 2012-Resimdeki Gözyaşları

## Filmografia

### Cinema
- 1992 - Tersine Dünya
- 2000-Ağaçlar Ayakta Ölür (film TV),
- 2001-Tatlı Hayat(Serial TV),
- 2002-Kolay Para,
- 2003-Lise Defteri(Serial TV),
- 2005-Sensiz Olmuyor,
- 2006-Eve Giden Yol:1914
- 2007-El Gibi,
- 2007-The Bratz Movie (doppiatore)
- 2010-Elde Var Hayat,
- 2009-Sizi Seviyorum,
- 2008-Mert İle Gert
- 2014-Lâl

### Televisione
- 2014-Her Şey Dahil,
- 2016-Yarı Yarıya.

## Vita privata
Nel 2008 si è sposato con l'attrice Çağla Şıkel, dalla quale ha divorziato nel 2015.